# Guerrillero Heroico
Guerrillero Heroico, ungefär Heroisk gerillakrigare, är ett foto föreställande Che Guevara taget av Alberto Korda. Fotot togs den 5 mars 1960 i Havanna, Kuba men fick allmän spridning först vid tiden för Guevaras död hösten 1967. Bilden har sedan dess reproducerats i tusentals variationer världen över och har även prytt kubanska sedlar och mynt.

## Bakgrund
Bilden togs vid en minnesceremoni i Havanna för att hedra offren efter en fartygsexplosion. Vid olyckan omkom över 100 personer och Kubas ledare Fidel Castro anklagade CIA för medvetet sabotage. Vid ceremonin fanns fotografen Alberto Korda för att dokumentera ledningen för den statskontrollerade tidningen Revolución. Han noterade att Che Guevara rörde sig fram mot scenen, noterade något i hans blick och tog snabbt två bilder. Ett liggande och ett stående.

## Teknik
Bilden togs med en Leica M2 med 90 millimetersobjektiv från 8-9 meters avstånd. Kameran var laddad med en svart-vit Kodak Plus-X pan filmrulle.

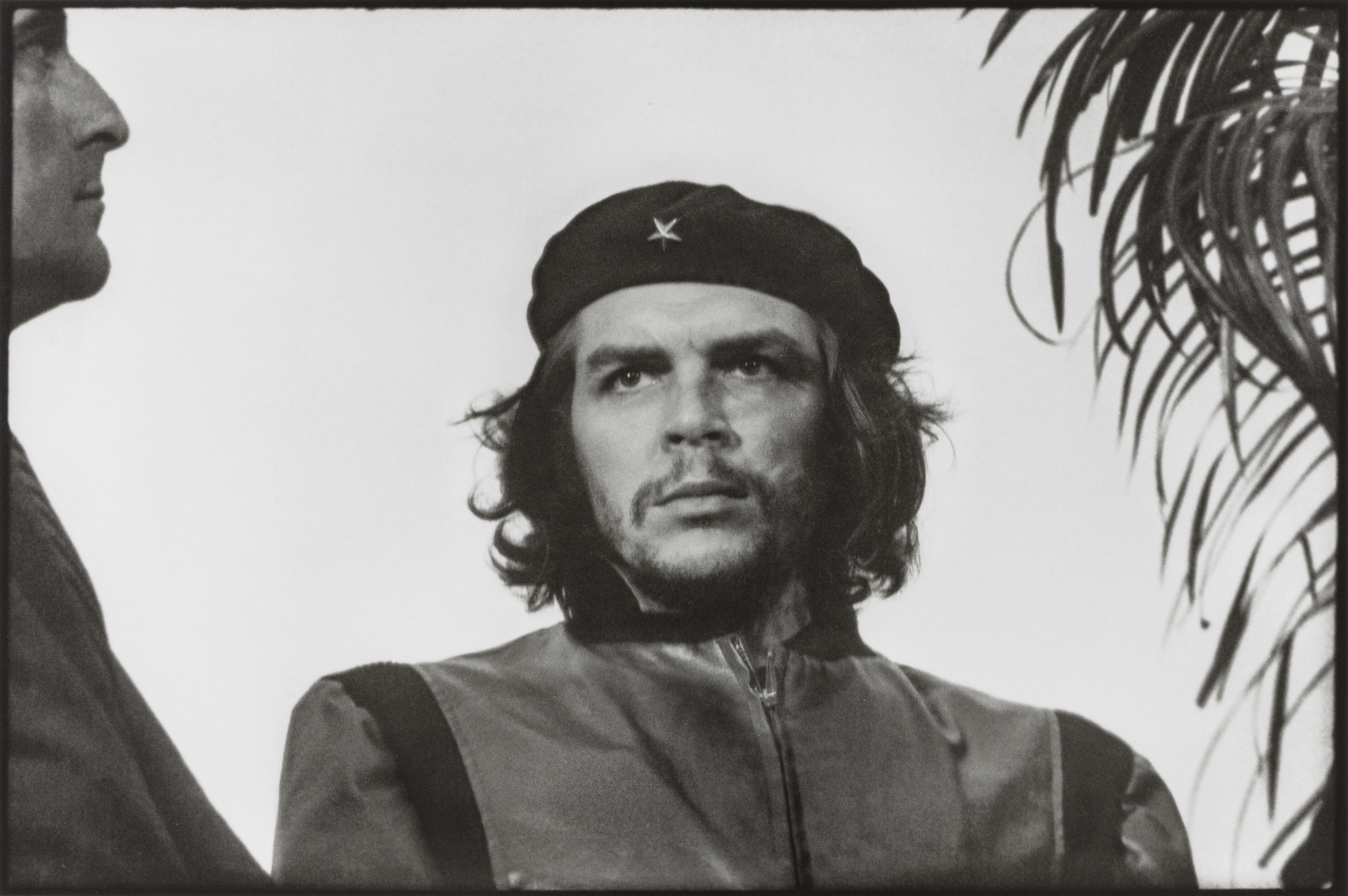
Originalfotot av Alberto Korda.
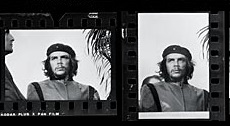
De båda bilderna på Alberto Kordas negativ. Det högra roterat.

## Publicering
Bilderna publicerades aldrig i tidningen för att dokumentera ceremonin, men det gjorde flera andra bilder från samma tillfälle och rulle. Alberto Korda tyckte att bilderna framförallt var porträtt och han hängde upp en kopia på väggen i sin studio och gav bort kopior i gåva. Tidigt år 1967 fick han besök av den italienska förläggaren Giangiacomo Feltrinelli som ville ha porträttbilder av Che Guevara och Alberto Korda skänkte honom två kopior, "eftersom han var en vän till revolutionen". Senare samma år publicerade Paris Match en av bilderna utan attributering och det är oklart varifrån de fått bilden. Konstnären Jim Fitzpatrick gjorde ungefär samtidigt en affisch baserad på fotografiet. Han hävdar att han fått bilden av medlemmar i den holländska anarkistiska nätverket Provorörelsen, som i sin tur skulle fått den från Jean-Paul Sartre. Sartre umgicks med Kubas ledning vid tiden för fotografiets tillkomst och han var med på minnesceremonin. Alberto Korda fotograferade honom vid flera tillfällen och han var med på både minnesceremonin och finns avbildad på samma rulle.
Efter Che Guevaras död i oktober 1967 tryckte Giangiacomo Feltrinelli upp tusentals affischer och bilden användes vid protestdemonstrationer mot händelsen. Bilden fick snabb spridning och blev en symbol för 68-vänstern och revolutionen och har sedan kommersialiserats.